# Jardín Vortex
El Jardín Vortex (Vórtice) es un pequeño jardín público de titularidad privada. Situado en el ciudad alemana de Darmstadt, en el land de Hessian. 
Se trata de un jardín panteístico de permacultura, situado en la zona de Art Nouveau de la colonia de artistas de Mathildenhoehe. Es una clara alusión al descubrimiento de la “fuerza levitacional” de Viktor Schauberger, a través de representaciones artísticas creadas por escultores de renombre internacional tales como: John Wilkes, Jacopo Foggini, Jerome Abel Seguin y Hyesung Hyun. 
El jardín es propiedad de Henry Nold, de Darmstadt, pero está abierto al público.

## Concepto
El término “Vórtice” denota un movimiento en forma de torbellino o remolino. Para el propietario del jardín, es sinónimo de espirales o formas de hélice. Por extensión, evoca conceptos tales como ADN, doble hélice y los elementos básicos de la vida.

## Trasfondo histórico/cultural
El Jardín Vortex, junto con el edificio “Haus Hubertus”, construido en 1921 por el arquitecto Jan Hubert Pinand para la familia Diefenbach. Es la base de una nueva forma de “topografía sagrada”, un tributo al movimiento de reforma de la vida, que se consideraba a sí misma como una alternativa al comunismo y al capitalismo.
El efecto carismático de las colonias de artistas alemanas y suizas de Mathildenhoehe, Worpswede, Amden y Monte Verità fomentó la creatividad en bohemios y librepensadores.Propició la aparición de otros proyectos utópicos y un nuevo contexto de pensamiento alternativo en Europa. Detrás de esto estaba el sueño de todos los que sufrieron la pérdida del paraíso y ansiaban encontrar uno nuevo: anarquistas, nudistas, feministas, dadaístas, pacifistas, francmasones, teósofos y personas en búsqueda de sí mismas. Lo que atraía cada vez a más a estas personas era el espíritu de la utopía y una nueva definición del yo, a través de la creación de su propia mitología alejada de los procesos y costumbres tradicionales de la vida. 
El Jardín Vortex refleja este deseo por un lugar donde se recogen y reúnen las energías que operan de forma invisible y que, cuando se reflejan, pueden manifestarse.

## Geometría y numerología
Otra de las temáticas del Jardín Vortex es la de la geometría sagrada y las relaciones numéricas cósmicas como el “número áureo”, y la sucesión de Fibonacci derivada de él.Se encuentra con frecuencia en los círculos en los cultivos, habitualmente de 70 metros de diámetro, que aparecen misteriosamente todos los años en campos de cereales de Inglaterra hasta la fecha de su cosecha. Se han inmortalizado versiones más pequeñas de estos círculos en Prinz-Christians-Weg 13, Darmstadt, en forma de mosaicos y pictogramas de azulejos, así como de forma tridimensional en esculturas que demuestran una destreza excepcional. Los patrones altamente complejos de estos círculos de cultivo, se han trazado como diseños geométricos comprensibles paso a paso y tienen un efecto ordenado, y decoroso en el ambiente en el que se encuentran, como en el caso de la escalera de entrada lateral, donde una fila de monedas de bronce gravadas se encuentran una junto a la otra intercaladas a intervalos cortos con 48 pictogramas de círculos de cultivo distintos. 
Una fotografía de la casa de verano de Goethe, en Weimar, que muestra un pentagrama de piedra en el suelo. Fue la inspiración para el mosaico de círculo de cultivo hecho de losas de la piedra caliza, en el pabellón con prismas de cristal chispeantes en el diseño de la bóveda. 
Las 108 piedras ovaladas que se encuentran colocadas alrededor de la casa, formando un camino nos evocan a la luna. Reflejada en el metal precioso de plata con un peso atómico de 108 y nos recuerdan el radio de la luna, que es de 1080 millas.

## Biónica y permacultura
En las piscinas en cascada de forma orgánica creadas por John Wilkes, el agua produce patrones fluidos de lemniscatas con diversos ritmos de acuerdo a los diferentes anchos de las cuencas. Las fuentes con truco son alimentadas con agua de lluvia desde las canaletas mediante tres depósitos; realizada por el movimiento vigorizante en las cuencas de Flowform. El agua se utiliza para el riego del jardín.
En el Jardín Vortex, el mantenimiento del suelo y las plantas del jardín se basa en los principios del enfoque de la permacultura. Siguiendo las recomendaciones de Hermann Benjes, una buena cantidad de pilas de madera muerta y pilas de leña proporcionan un lugar de reproducción de microorganismos en este jardín municipal.

## Diseño de jardín con elementos ovalados
El estanque excavado en forma de cráter, de forma ovoide y rematado con una pasarela de madera redonda. La escultura Stalattite de color magenta de Jacopo Foggini, sigue el estilo de las “chimeneas” de ejercicio rúnicas que se excavaban en la tierra para practicar gimnasia y que conllevaban considerables movimiento de tierras. Una chimenea de cobre de tres patas, con un flujo de agua en forma de campana y en espiral da vitalidad al biotopo.
En una cornisa entre las dos grandes cajas de nidificación de murciélagos, enfrente de las ventanas del dormitorio de arriba.Se encuentran un gran número de troncos cortos con miles y miles de agujeros en el lado del contra hilo para formar posibles viviendas para los insectos (Véase también caja de insectos). En otro lugar un huevo de arcilla de casi 2 metros de altura, con agujeros en su superficie y protegido por un toldo.Puede ser considerado un hogar para las abejas solitarias y un sitio de anidación para otros insectos. En el jardín, se han colocado varios panales para las abejas.

## Implosión en vez de explosión
A partir de los hallazgos obtenidos durante más de 30 años, observando la naturaleza en distintas áreas vírgenes de Austria. Viktor Schauberger buscó implementar procesos y principios básicos de la vida. El movimiento para la producción de energía a partir de combustibles alternativos para máquinas, turbinas, motores o para generar calor. Los visitantes del Jardín Vortex pueden experimentar esas fuerzas implosivas y familiarizarse con la forma en que las fuerzas de la vida pueden surgir, crecer y desarrollarse.
El nombre “Vortex” (Vórtice) deriva de los numerosos fenómenos y chimeneas de Flowform, con formas de movimiento de agua en espiral y lemniscatas (en forma de figura de ocho).

## Galería

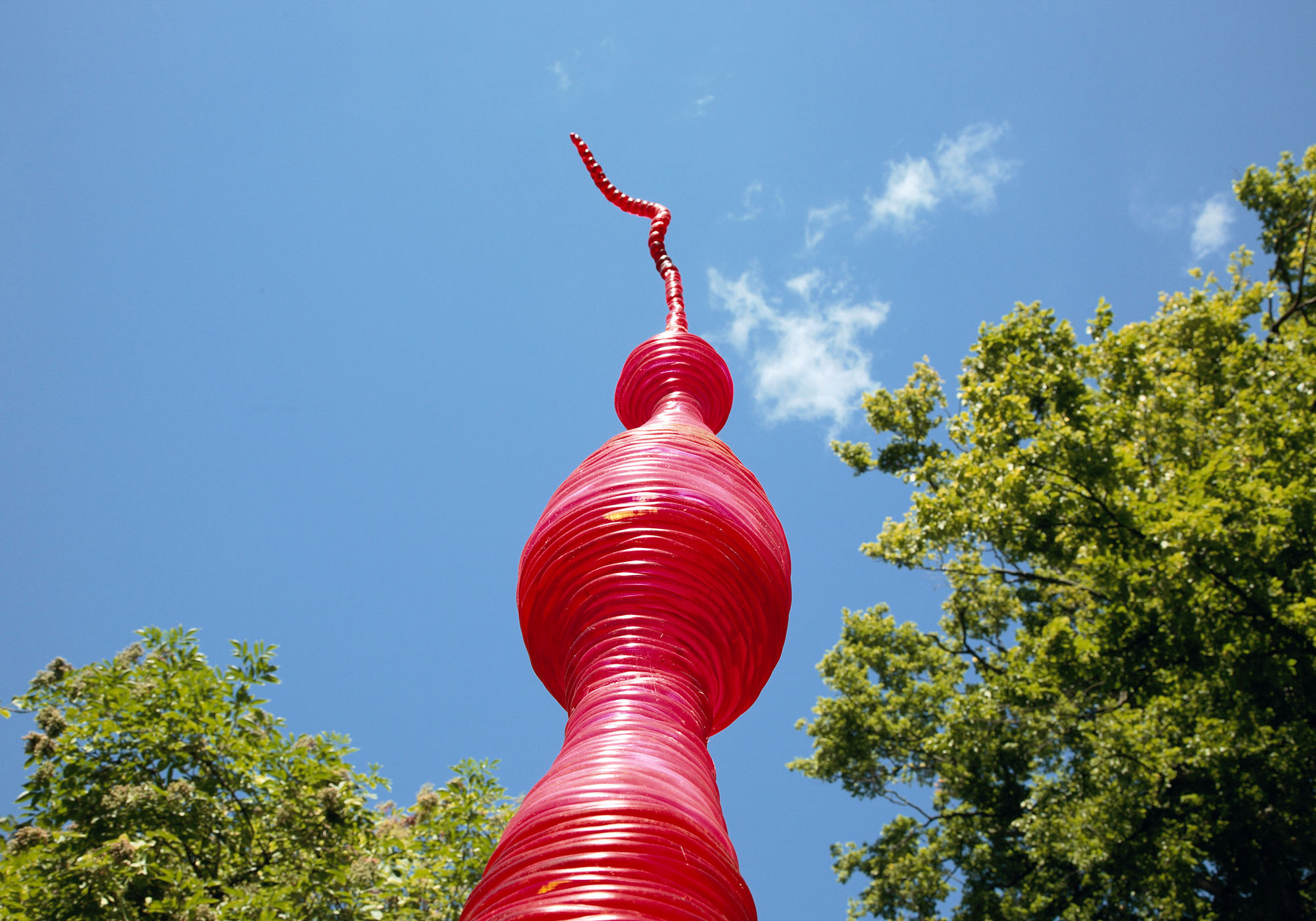
escultura "Stalattite" Jacopo Foggini
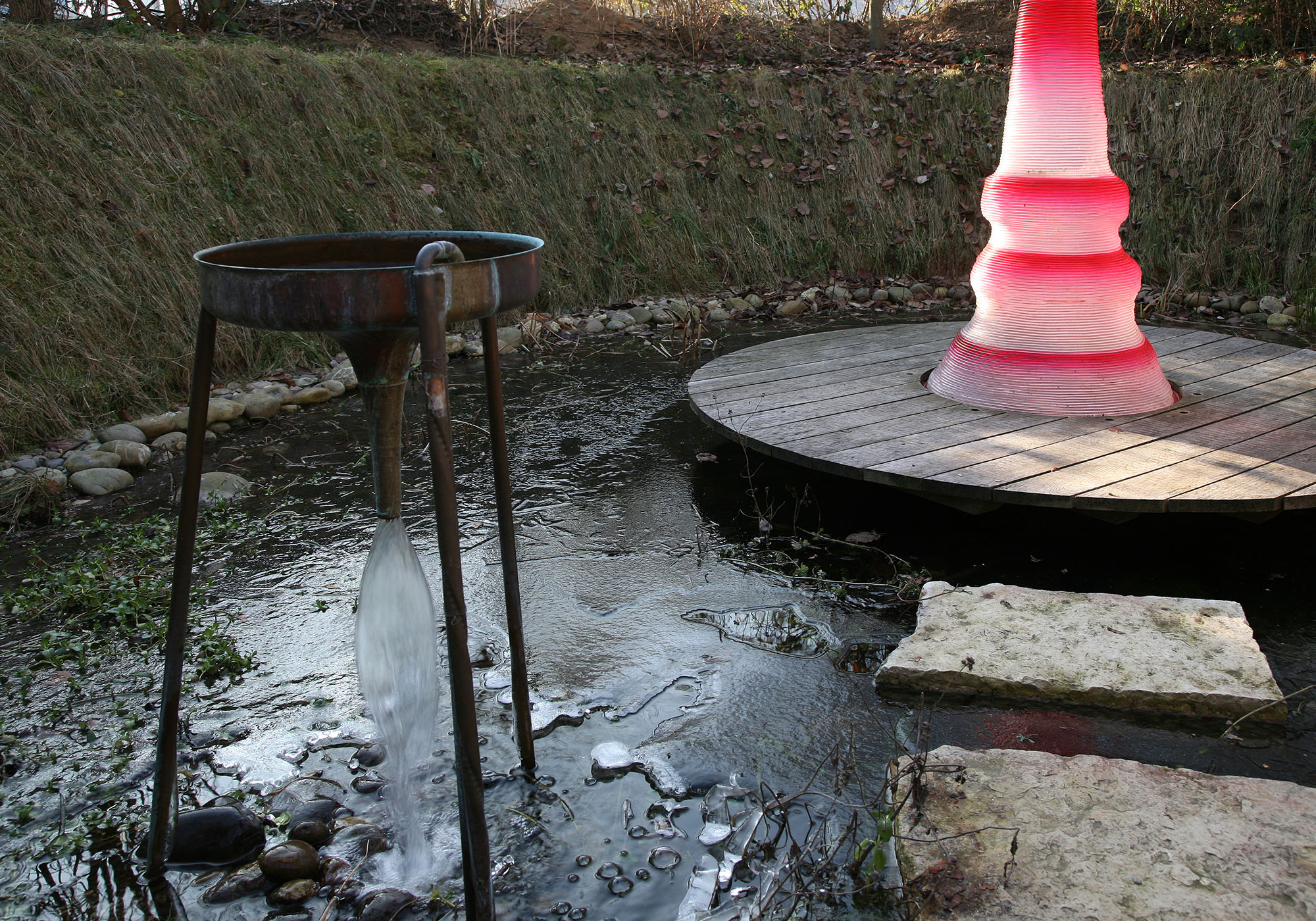
Flowform de cobre y Stalattite
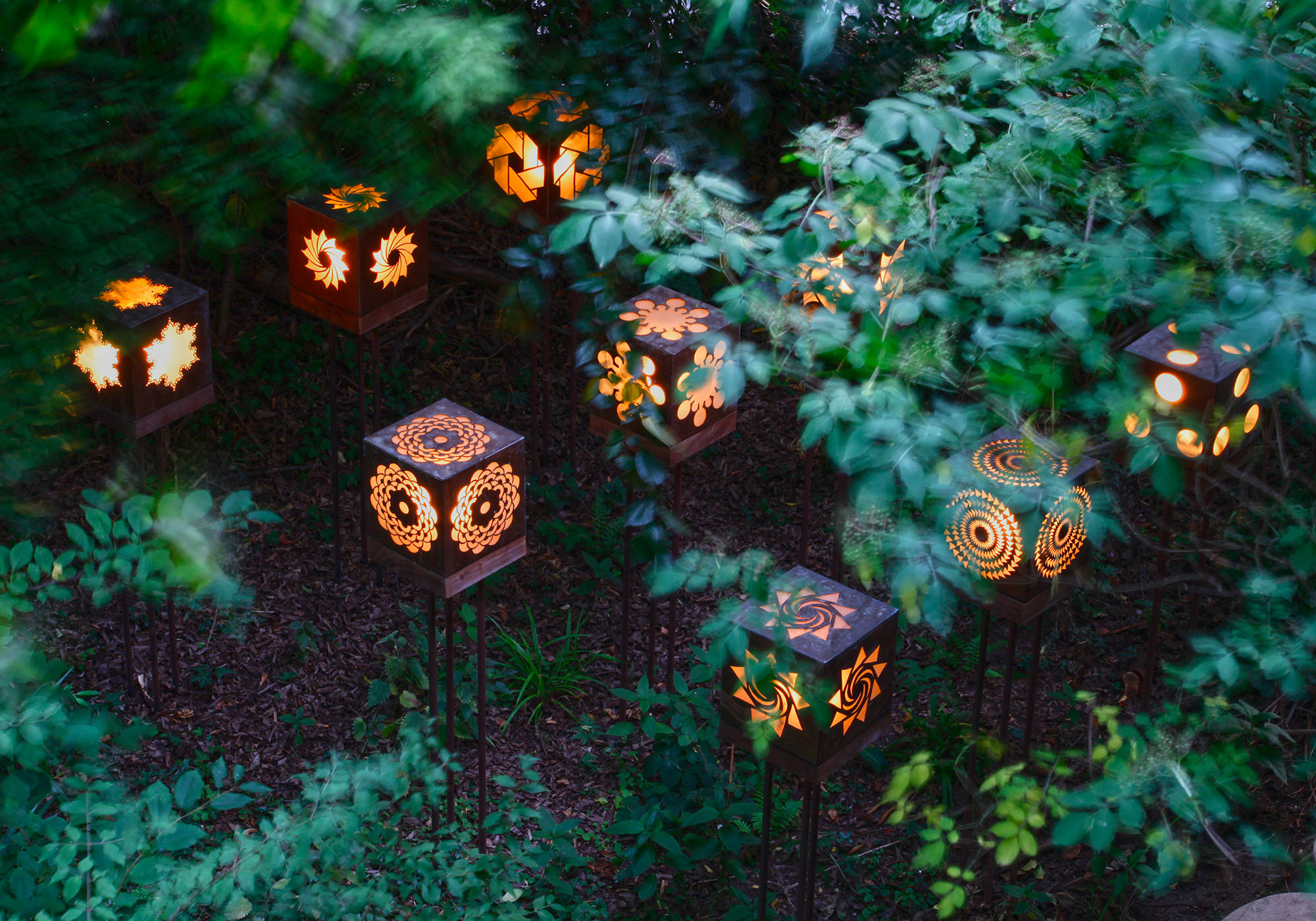
Pictografías de círculos de cultivo
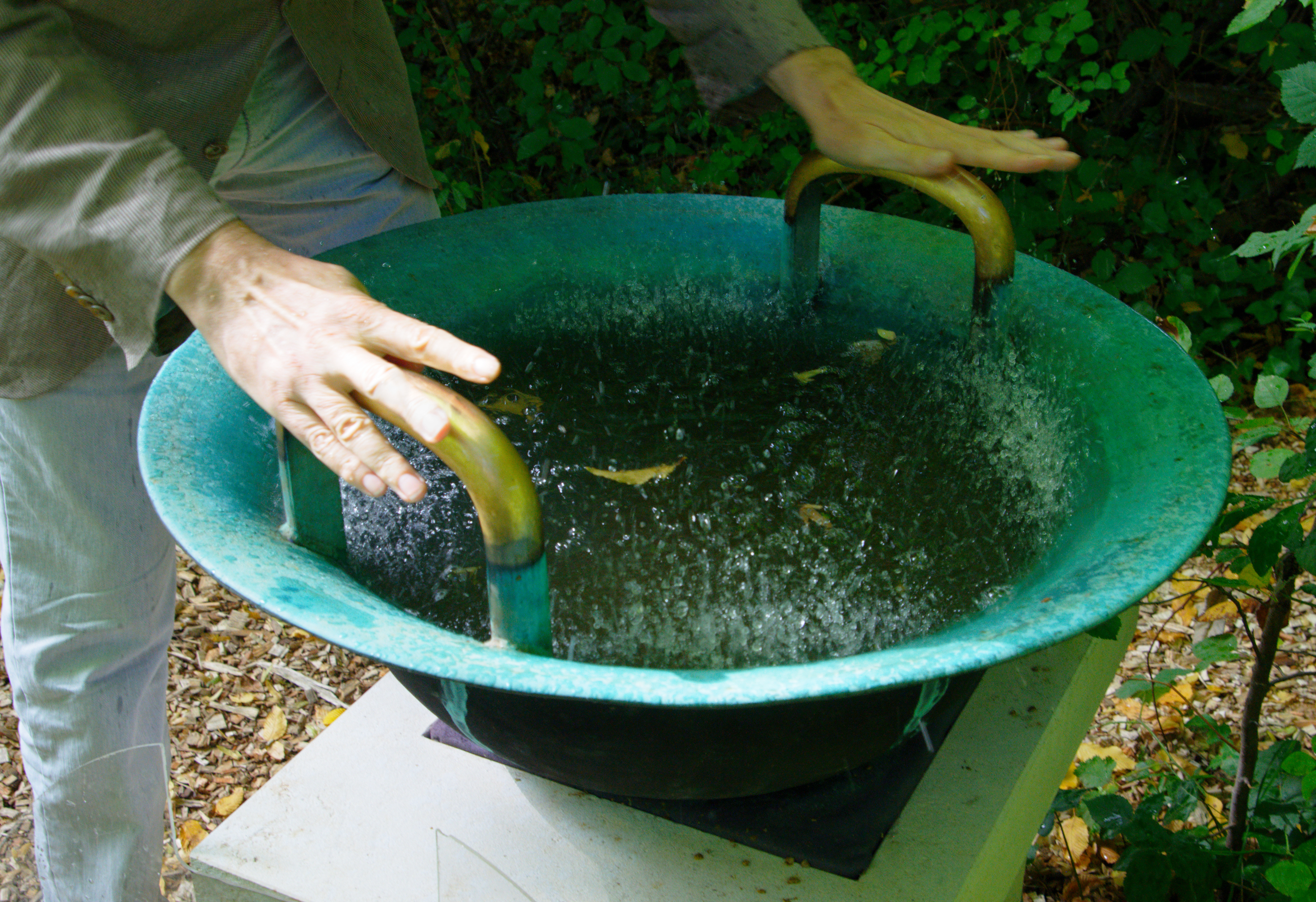
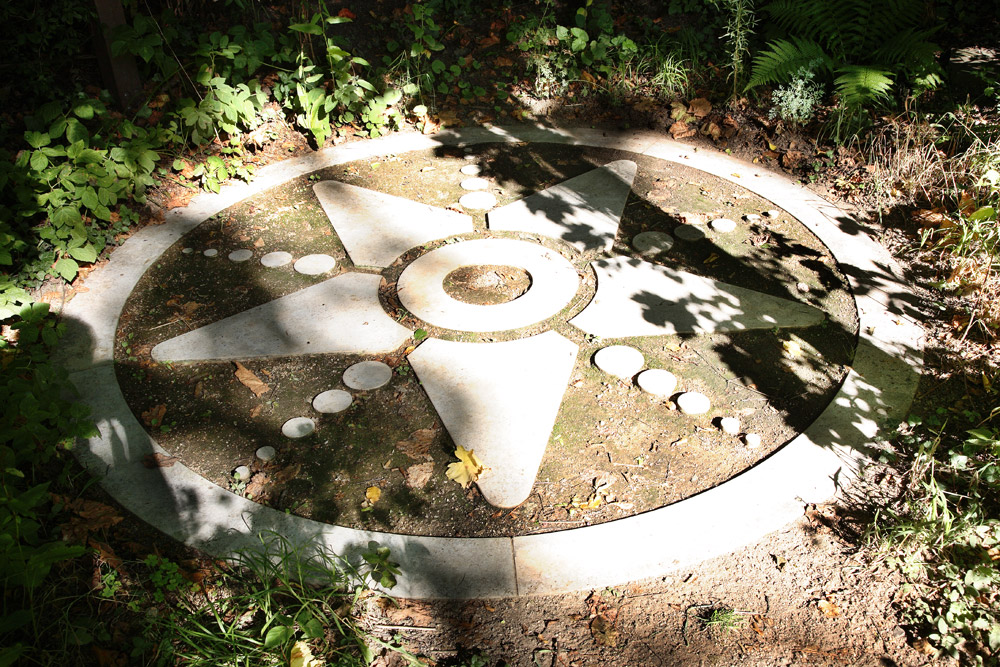
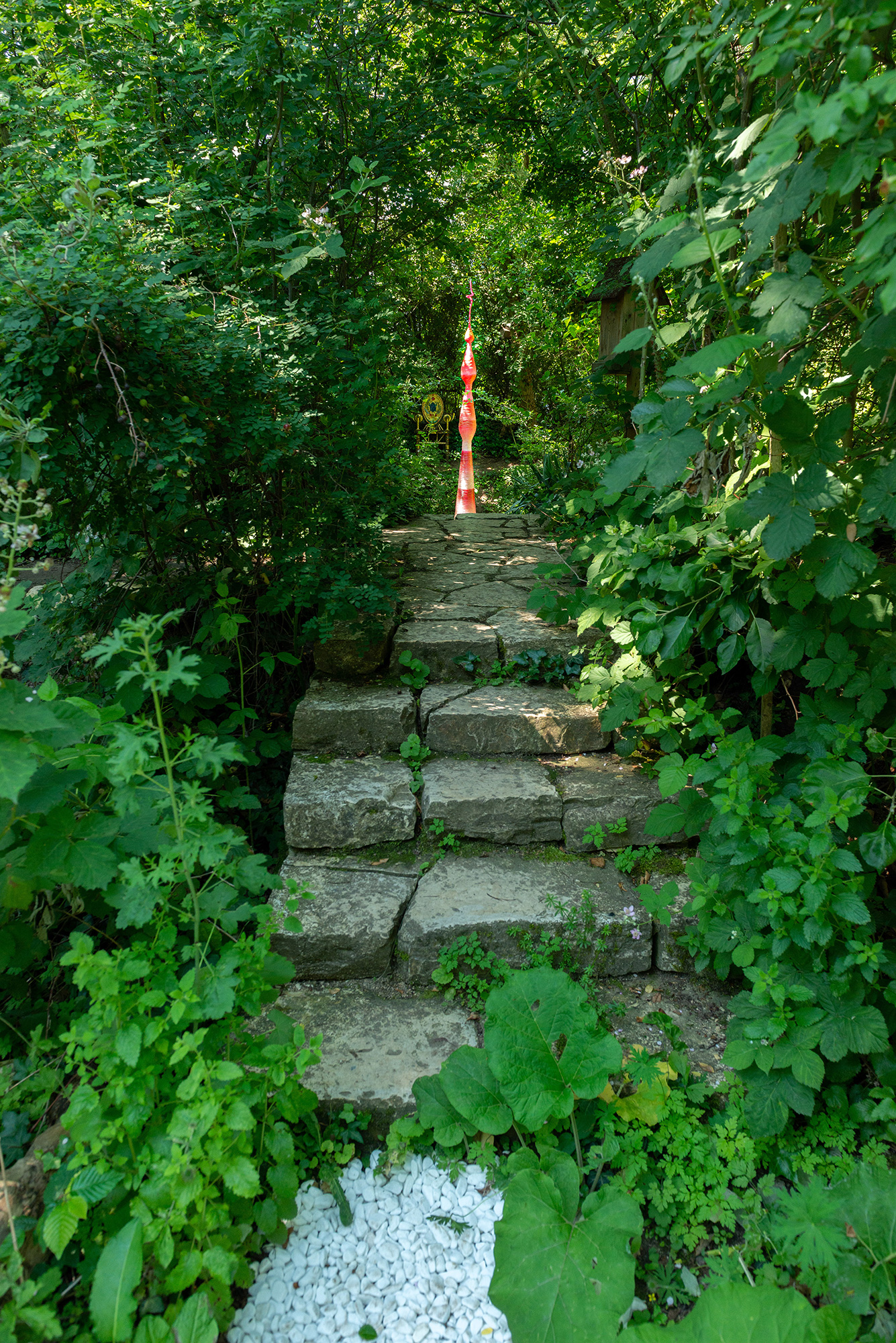
Stalattite escultura

## Enlaces de la Wikipedia
- Darmstadt Artists' Colony
- Caja de insectos